# Edwin Fischer

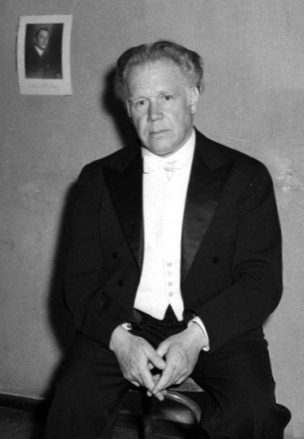
Edwin Fischer (1946)

Edwin Fischer (* 6. Oktober 1886 in Basel; † 24. Januar 1960 in Zürich, Bürger von Weggis) war ein Schweizer Pianist, Dirigent und Musikpädagoge, der insbesondere durch seine Interpretationen von Bach und Beethoven bekannt wurde.
Er war Schüler von Martin Krause, der wiederum Schüler von Franz Liszt war.

## Leben
Nach Studien in Basel wurde er zuerst Schüler und neun Jahre später Lehrer am Stern’schen Konservatorium in Berlin. 
Von 1914 an wirkte er als Lehrer am Musikinstitut für Ausländer in Potsdam, wo er mit der Leitung der „Sommerkurse“ einen großen Einfluss auf junge Pianisten in der ganzen Welt ausübte. 

1919 heiratete er in Berlin die Bankierstochter und spätere Schauspielerin Eleonora von Mendelssohn, 1925 wurde die Ehe geschieden. 

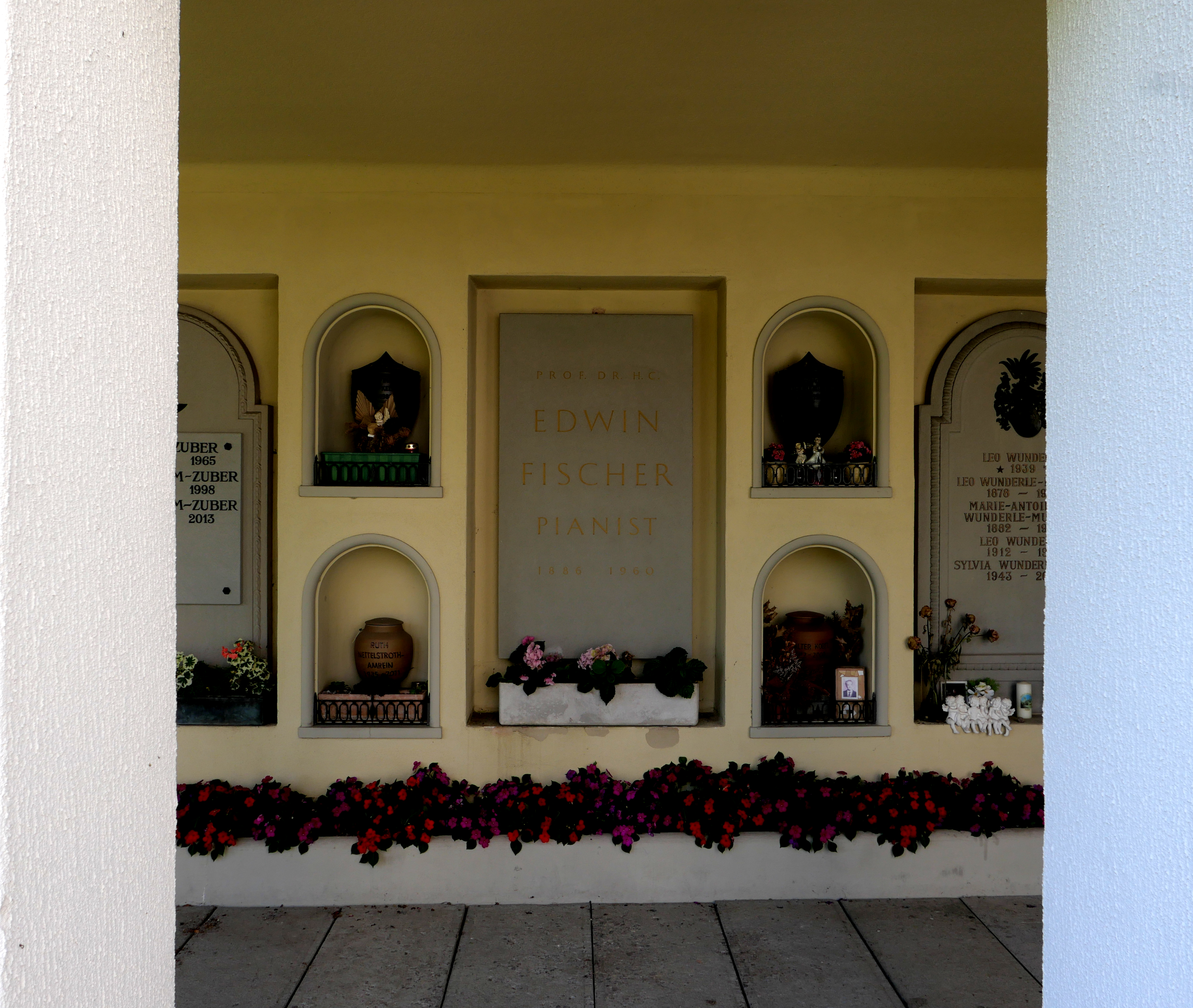
Das Urnengrab im Jahr 2024.

1931 bis 1942 war Fischer in Berlin als Dozent der Musikhochschule tätig; in dieser Zeit gründete er auch ein eigenes Kammerorchester und gefiel dem NS-Regime durch seine dezidiert „deutsche“ Haltung, die für seinen Erfolg in Deutschland mitverantwortlich war. Dem widerspricht allerdings, dass Fischer bei der Rettung des jüdischen Musikers Konrad Latte mitgewirkt hat. Nach der Zerstörung seines Hauses in Berlin 1942 kehrte er in die Schweiz zurück und nahm in Hertenstein bei Weggis Wohnsitz. Er trat unter anderem bei den Luzerner Musikfestwochen bis 1955 als Dirigent auf. Aufgrund seiner angeschlagenen Gesundheit konnte er danach nur noch gelegentlich am Konservatorium Luzern unterrichten. Er starb mit 73 Jahren in einem Zürcher Krankenhaus. Seine sterblichen Überreste wurden eingeäschert und die Urne auf dem Friedhof Friedental in Luzern beigesetzt.
Er unternahm Gastspielreisen in ganz Europa als Solist, mit seinem Kammerorchester oder im Trio mit dem Violinisten Georg Kulenkampff (nach dessen Tod Wolfgang Schneiderhan) und dem Violoncellisten Enrico Mainardi. Eine enge Künstlerfreundschaft verband Fischer auch mit dem Komponisten und Dirigenten Wilhelm Furtwängler, in dessen Klavierkonzert er bei der Uraufführung 1937 den Solopart spielte. Fischer verfasste eine Studie über J. S. Bach, dessen Klavierwerke er neu herausgab. Seine Einstellung zu seiner Kunst geht aus einer Bemerkung hervor, die in seinen Musikalischen Betrachtungen erwähnt ist: „Nicht ich spiele, es spielt.“
1923 nahm er zwölf Stücke für das Reproduktionsklavier Welte-Mignon auf, die 2010 neu veröffentlicht wurden. Fischer war der erste Pianist, der das gesamte Wohltemperierte Klavier (48 Präludien und Fugen von J. S. Bach) für Schallplatte einspielte (1933–1936). Interpretationsgeschichtlich bedeutsam sind daneben vor allem seine Aufnahmen der Klaviersonaten von Ludwig van Beethoven.

## Ehrungen
Die Mozartgemeinde Wien verlieh Fischer 1953 die Mozartmedaille. 1928 wurde er durch den Dr. iur. h. c. der Universität zu Köln, 1956 durch den Dr. phil. h. c. der Universität Basel geehrt. Er trug den Orden für Kunst und Wissenschaft (Mecklenburg-Strelitz).

## Schüler
- Sequeira Costa
- Helena Sá e Costa
- Paul Badura-Skoda
- Daniel Barenboim
- Alfred Brendel
- Evelyne Crochet
- Jörg Demus
- Ferry Gebhardt
- Conrad Hansen
- Grete Sultan

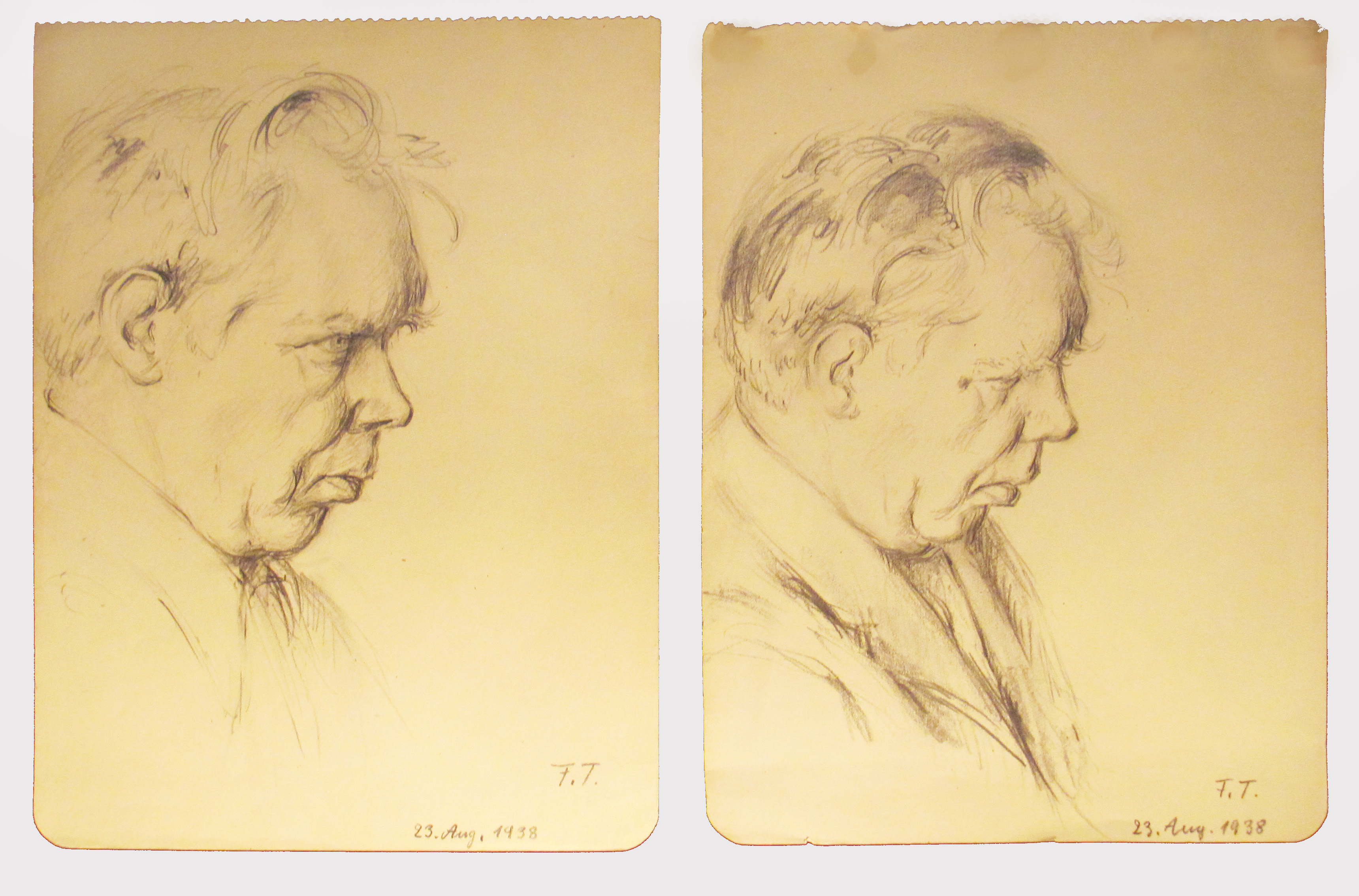
Fritz Tennigkeit: Portraitskizzen Edwin Fischer (1938)

- Katja Andy (d. i. Käte Aschaffenburg)
- Detlef Kraus
- Sebastian Benda
- Gernot Kahl
- Harry Datyner
- Georg Ebert
- Liliane Wille
- Hubert Harry
- Peter Feuchtwanger
- Elsa Berner